# Ranitomeya defleri
Ranitomeya defleri es una especie de anfibio anuro de la familia Dendrobatidae.

## Distribución geográfica
Esta especie es endémica de Colombia. Se encuentra en los departamentos de Amazonas y Vaupés en la cuenca de los Ríos Apaporis y Caquetá.

## Descripción
Ranitomeya defleri mide de 15 a 17 mm.

## Etimología
Esta especie lleva el nombre en honor a Thomas Defler.

## Publicación original
- Twomey & Brown, 2009: Another new species of Ranitomeya (Anura: Dendrobatidae) from Amazonian Colombia. Zootaxa, n.º 2302, p. 48-60.[4]